# Paladru
Paladru era un comune francese di 1 064 abitanti situato nel dipartimento dell'Isère della regione dell'Alvernia-Rodano-Alpi.
Dal 1º gennaio 2017 è unito a Le Pin per formare il nuovo comune di Villages du Lac de Paladru.

## Società

### Evoluzione demografica
Abitanti censiti